# Lill-Gäddtjärnarna
Lill-Gäddtjärnarna är en sjö i Mora kommun i Dalarna och ingår i Dalälvens huvudavrinningsområde.